# St. Cornelius und Cyprian (Metelen)

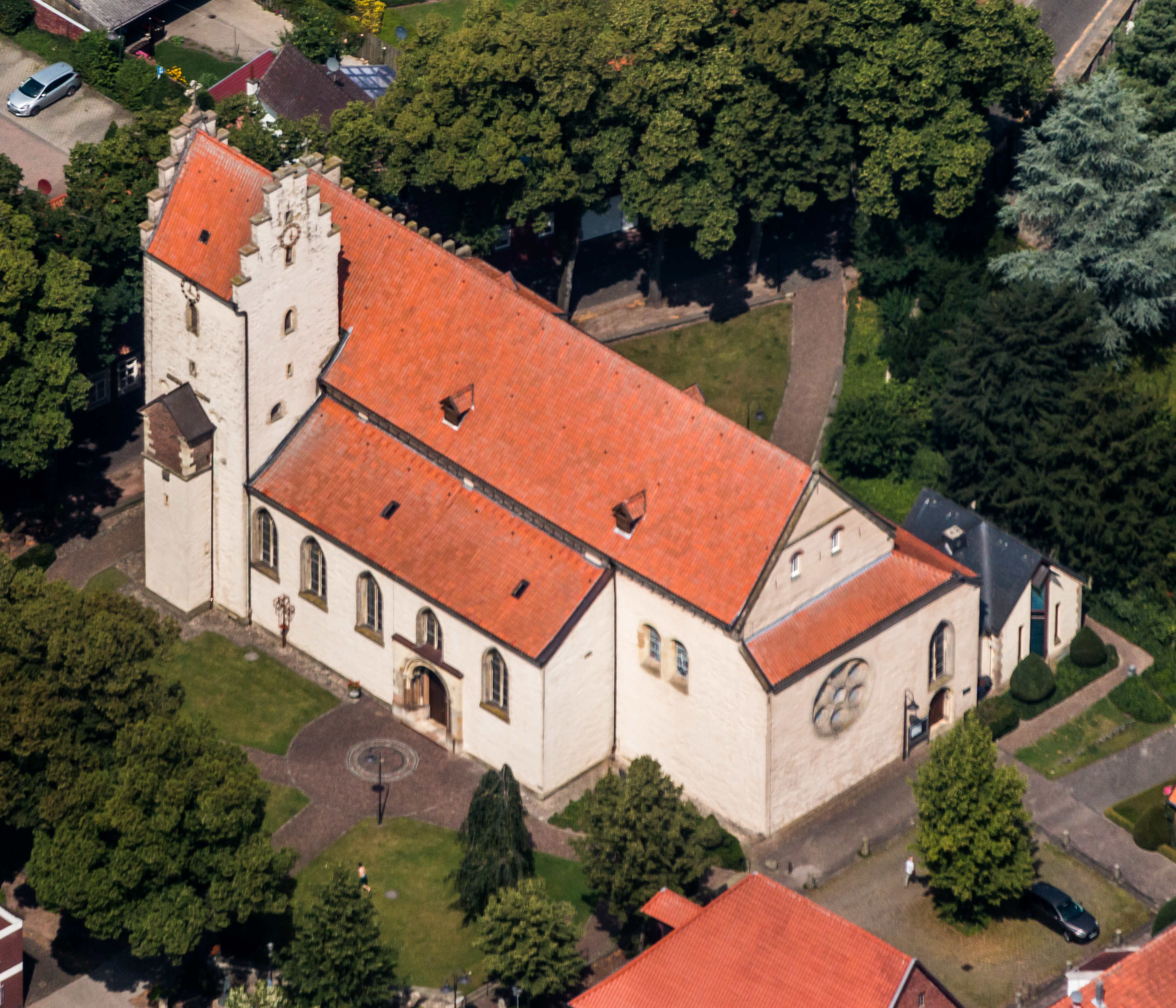
Luftbild (2014)

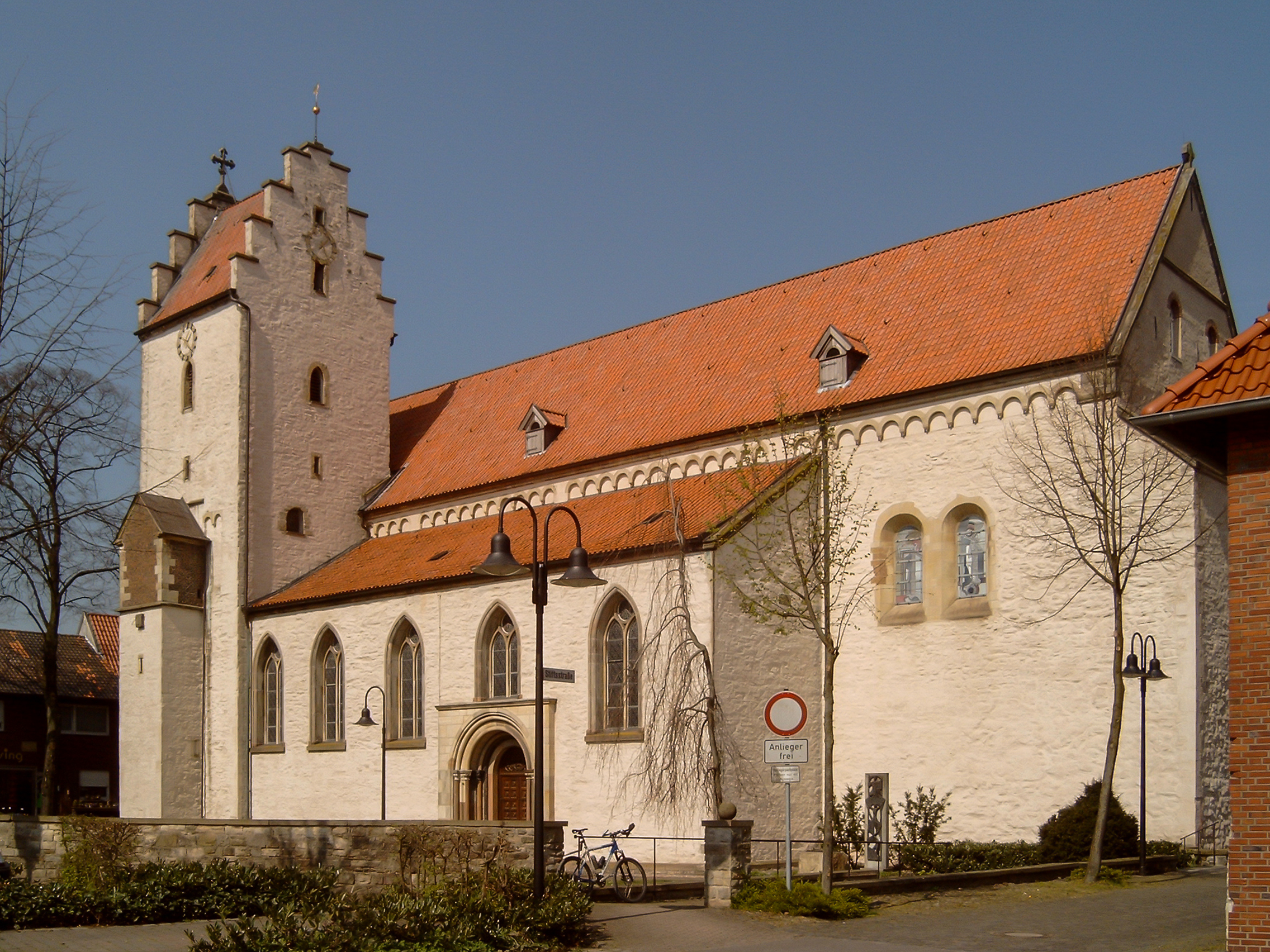
Pfarrkirche St. Cornelius und Cyprian in Metelen

Die katholische Pfarrkirche St. Cornelius und Cyprian ist ein denkmalgeschütztes Kirchengebäude in Metelen, einer Gemeinde im Kreis Steinfurt (Nordrhein-Westfalen).

## Geschichte und Architektur
Die ehemalige Stiftskirche des Stiftes Metelen steht auf einem baumumstandenen Kirchplatz. Die zweijochige, spätromanische Stufenhalle mit gerade geschlossenem Chor ist mit einem durchgehenden Satteldach gedeckt. Der breite Westbau war ursprünglich als Doppelturmanlage geplant, allerdings wurde nur der Südturm ausgeführt. Über den Gründungsbau liegen bisher keine Erkenntnisse vor. Der bestehende Bau wurde zum Ende des 12. Jahrhunderts im Westen begonnen. Das Langhaus mit nördlichem Seitenschiff und dem Chor wurde bis zur zweiten Hälfte des 13. Jahrhunderts fertiggestellt. Die Anlage wurde von 1856 bis 1858 von Emil von Manger grundlegend umgebaut. Ein südliches Seitenschiff wurde angebaut, das Portal restauriert und wieder eingebaut. Das Nordseitenschiff wurde an das südliche angeglichen. Eine Sakristei wurde als östliche Verlängerung des Seitenschiffes angefügt. Anstelle von zwei Rundbogenfenstern wurde in die Chorostwand eine romanische Fensterrose eingefügt. Der Fußboden wurde 1934 erheblich abgesenkt, dabei wurde die ursprüngliche Ausdehnung der Nonnenempore ergraben. Eine umfassende Renovierung wurde von 1957 bis 1961 durchgeführt. Eine Stiftkammer wurde 1989 angebaut.
Die massige Westfassade des Bruchsteingebäudes ist mit einem Treppengiebel geschmückt. Die Turmuntergeschosse sind flächig in die Fassade eingebunden. Die Wände sind durch Rundbogenfenster und Blendfelder mit drei- oder fünfteiligen Rundbogenfriesen auf kleinen Konsolen gegliedert. Bemerkenswert ist die zentrale Dreifenstergruppe mit dem erhöhten Mittelfenster, sie ist mit eingestellten Säulchen und Rundwülsten verziert. Seitlich am quadratischen Turm mit Treppengiebel, ist ein kleiner Treppenturm mit einem aufgestockten Backsteinobergeschoss angefügt. Das Äußere des Langhauses wird im Wesentlichen durch die zweibahnigen Spitzbogenfenster des 19. Jahrhunderts bestimmt. Über den Pultdächern der Seitenschiffe sind an den wohl romanischen Außenwänden Rundbogenfriese sichtbar. Das rundbogige Südportal ist von einem Kastenrahmen aus Sandsteinquadern umgeben. Über dem Blattkapitellfries sind die Bogenläufe mit Rundwülsten belegt. Das West- und Nordportal sind rundbogig. Das Nordportal ist mit eingestellten Säulen und einem Wulst in der Archivolte verziert. Die Portale wurden von 1856 bis 1858 teilweise erneuert. Die Chorostwand tritt um eine Mauerstärke vor, der Giebel wurde in Backstein erneuert. Die Rundbogenfenster der Chorsüdwand wurden von 1956 bis 1961 rekonstruiert. Die Fenster beider Seitenschiffe, des alten wie des neuen, haben hingegen gotische Spitzbögen.
Typisch für die Spätromanik in Westfalen, gehören die Gewölbe des Hauptschiffs schon der angevinischen Gotik an. Mit in Längsrichtung zwei Seitenschiffsjochen pro Mittelschiffsjoch weist diese Hallenkirche ein gebundenes System auf, wie übrigens schon seit hundert Jahren früher die Basilica Minor Sant’Ambrogio in Mailand. Die Hauptstützen sind zum Mittelschiff hin mehrfach gestuft. Die halbrunden Vorlagen und übereck gestellten Dienste mit Blattkapitellen nehmen die Wulstunterzüge von Gurten und Schildbögen, mit sockelartigen Ansätzen, auf. Die Rundstabrippen der Domikalgewölbe sind eckig unterlegt. Die Seitenschiffe sind kreuzgratgewölbt. Bei der Renovierung von 1957 bis 1961 wurden in der südlichen Hochschiffwand des östlichen Mittelschiffjochs Gewändeteile zweier Rundbogenfenster der ursprünglichen Außenwände freigelegt. Zwischen den flankierenden Turmuntergeschossen steht die Stiftsfrauenempore. Sie reichte ursprünglich bis zum westlichen Zwischenpfeiler des Langhauses und bezog wohl auch das nördliche Seitenschiff mit ein. Im dreischiffigen, zweijochigen Unterbau ruhen Kreuzgratgewölbe über stämmigen Pfeilern. Die Turmräume im Erdgeschoss sind ebenfalls kreuzgratgewölbt. Der abschließend gebaute Chor zeichnet sich durch seine reiche Bauzier aus. Die Chorostwand ist vertieft ausgebildet und wird durch mehrfach gestufte Pfeiler betont. An den Wänden des Chors gibt es eine umlaufende Blendarkade aus Spitzbogennischen mit Wandbänken, sogenannte Sedilia. Die gotischen Spitzbögen der Blendarkade drücken einen Stilfortschritt gegenüber der Westfassade aus. Oberhalb befindet sich an den Längswänden ein Gesims mit Kopfmasken. Auf der Südseite sind zwischen krausem Blattwerk nimbierte Halbfiguren, Fabelwesen, Engel, Märtyrer und Ritter zu sehen. Es wurde ein achtteiliges Domikalgewölbe mit einem Christuskopf als Schlussstein eingezogen. Die Gewölbemalereien wurden 1961 ergänzt, gleichzeitig wurde die bauzeitliche Farbfassung der Kapitelle sämtlicher Stützen restauriert.

## Ausstattung

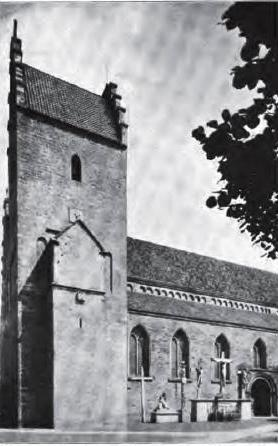
Außenansicht mit der Kreuzigungsgruppe noch im Außenbereich (1894)

- Der Taufstein des jüngeren Bentheimer Typs ist vom zweiten Viertel des 13. Jahrhunderts. Das zylindrische Becken ist mit Palmetten-Ranken und Taustabfries versehen.
- Der feingliedrige, fast lebensgroße Kruzifixus aus Holz wurde Anfang des 12. Jahrhunderts angefertigt. Die Arme wurden um 1950 ergänzt.
- Die überlebensgroße Sandsteinfigur des Evangelisten Johannes stammt aus dem Werkstattkreis des Südportals am Dom zu Münster um die Mitte des 13. Jahrhunderts, eine zweite größere Figur steht seit 1934 im Paradies des Domes.
- Der Hl. Johannes der Täufer aus Sandstein aus der Zeit um 1440/50 ist eine ausgezeichnete Arbeit unter dem Einfluss burgundischer Bildhauer. Die Figur ist links abgearbeitet, die rechte Hand wurde ergänzt. Von 1967 bis 1969 wurde die mittelalterliche Zweitfassung freigelegt und ergänzt.
- Die Pietà mit schönlinigem Faltenwurf, aus Baumberger Sandstein, entstand in der Zeit um 1440/50
- Die Kreuzigungsgruppe ist eine Arbeit aus der Zeit um 1500, es werden u. a. der Engel und der Teufel als Seelenträger der Schächer gezeigt. Die Gruppe wurde überarbeitet und die Kreuze wurden erneuert. Die Gruppe war ursprünglich auf dem Kirchplatz aufgestellt (siehe Foto).
- Die hl. Anna selbdritt wurde um 1500 geschnitzt und später mit einer entstellenden Farbfassung versehen.
- Einige lebensgroße Figuren, darunter auch die Kirchenpatrone Cornelius und Cyprianus stammen aus der Barockzeit.
- Einige repräsentative Sandsteinepitaphe mit Stifterwappen von ehemaligen Äbtissinnen werden ausgestellt. Das der Cornelia Droste zu Vischering † 1732, zeigt ein Kreuztragungsrelief. Das Epitaph der Anna von Ketteler zu Sythen aus der Zeit um 1730 zeigt die büßende Magdalena.
- Mehrere Äbtissinnenkreuze aus Sandstein sind vom 17. Jahrhundert.

### Heiliges Grab
Die Stiftskirche besitzt Reste eines Heiligen Grabes aus der Barockzeit. Der jetzige Bestand umfasst einen ganzen aus zwei zueinander gehörenden Hälften bestehenden und einen halben Bogen ohne das entsprechende Gegenstück sowie einen auferstandenen Christus. Die Bögen wurden mit ihrer Verzapfung in ein senkrecht weiterführendes (nicht mehr vorhandenes) Teilstück der Grabkulissen gesteckt. Die Kulissen sind mit Putti bemalt, welche je zwei Leidenswerkzeuge tragen. Diese sind Lanze und Kelch, Hammer und Zange sowie Rute und Geißel. Des Weiteren existiert noch in Teilen der Aussetzungsthron für das Allerheiligste, der aus brokatstoffbespannten Brettern besteht und auf Grund seiner Machart dem Heiligen Grab zugeordnet wurde. Die Tradition der Aufstellung eines Heiligen Grabes endete nicht mit der Aufhebung des Stiftes Metelen, sondern wurde, wie Zeitzeugen belegen, bis in das 20. Jahrhundert fortgesetzt. Jedoch endete der Brauch, dass Stiftsarme das Heilige Grab bewachten. Die Kulissenbögen mit den Putten wurden im Lauf der Zeit durch welche, die moosbewachsene Felsen und gemalte Grabwächter zeigten, ersetzt. Das Aussehen dieses Heiligen Grabes im 20. Jahrhundert ist durch eine farbige Zeichnung im Archiv der politischen Gemeinde Metelen überliefert. Vom Verbleib der Heilig-Grab-Aufbauten mit den gemalten Wächtern fehlen jegliche Hinweise, sie lagerten noch eine Zeit nach der Liturgiereform auf dem Dachboden der Kirche und wurden dann wohl entsorgt.

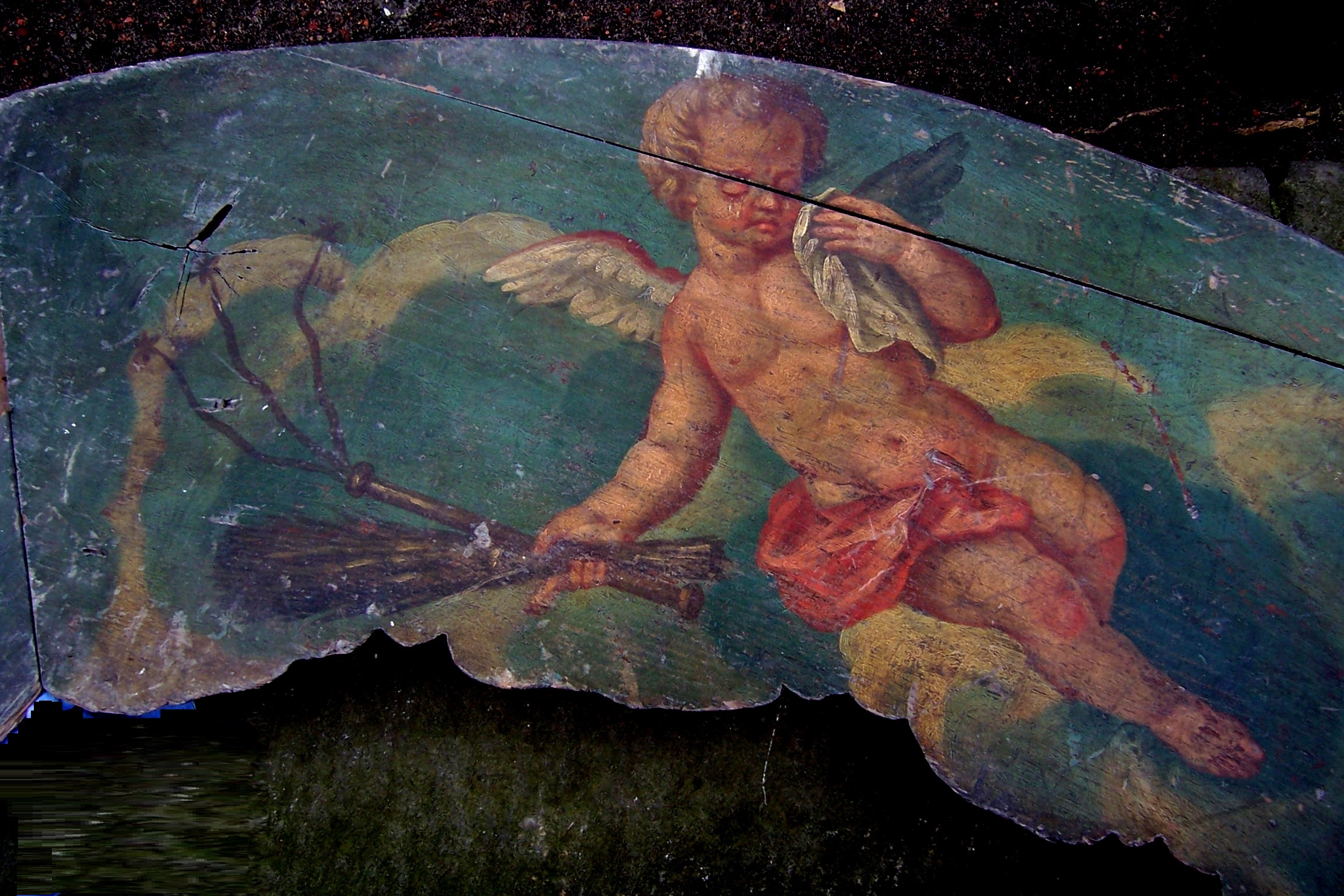
Putto mit Leidenswerkzeugen.
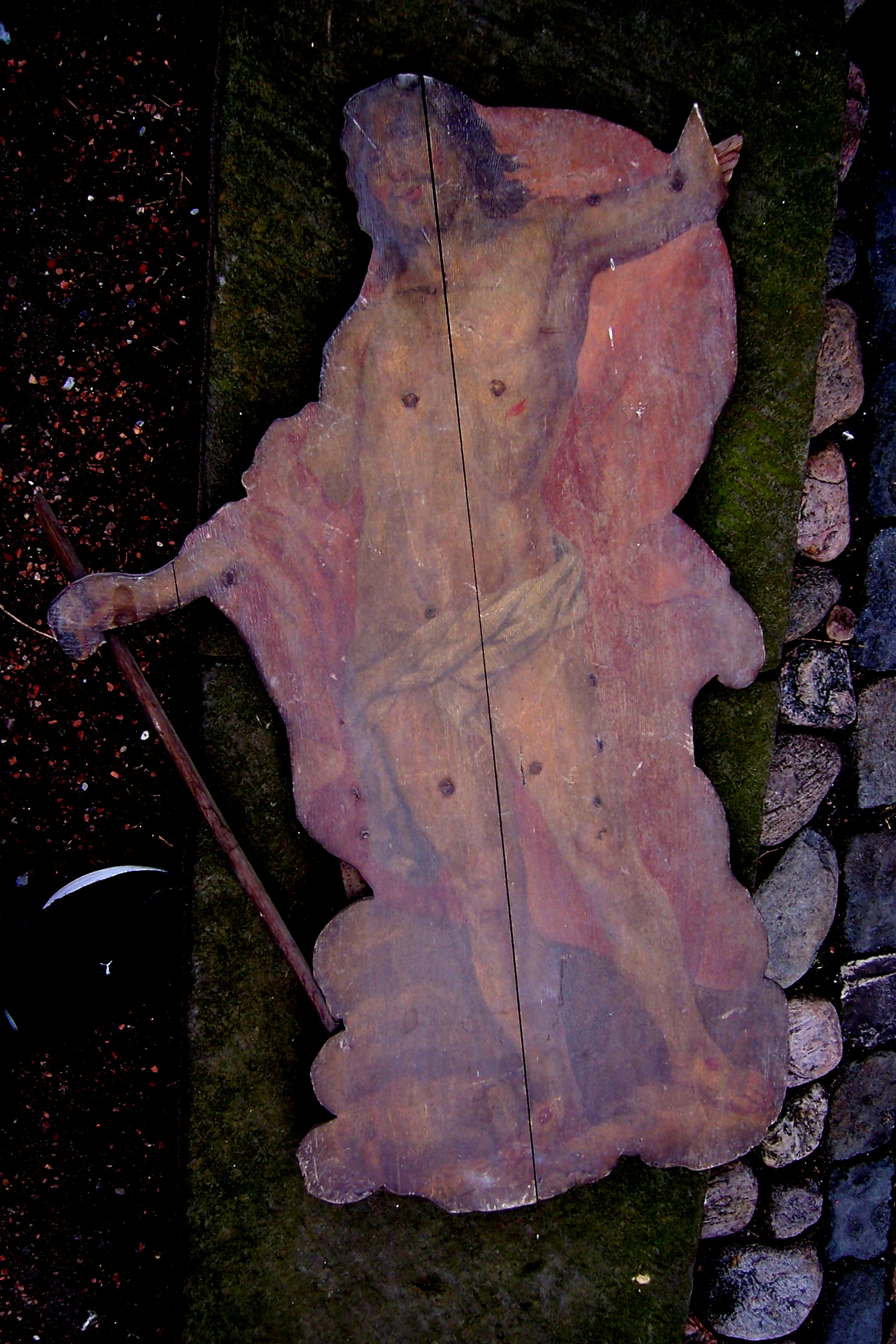
Auferstandener Christus.
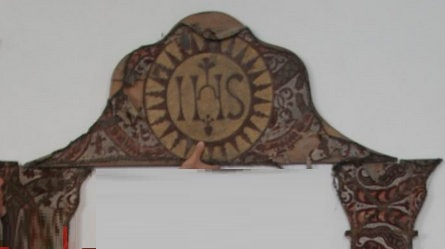
Ein erhaltener Teil des Aussetzungsthrones für die Monstranz.
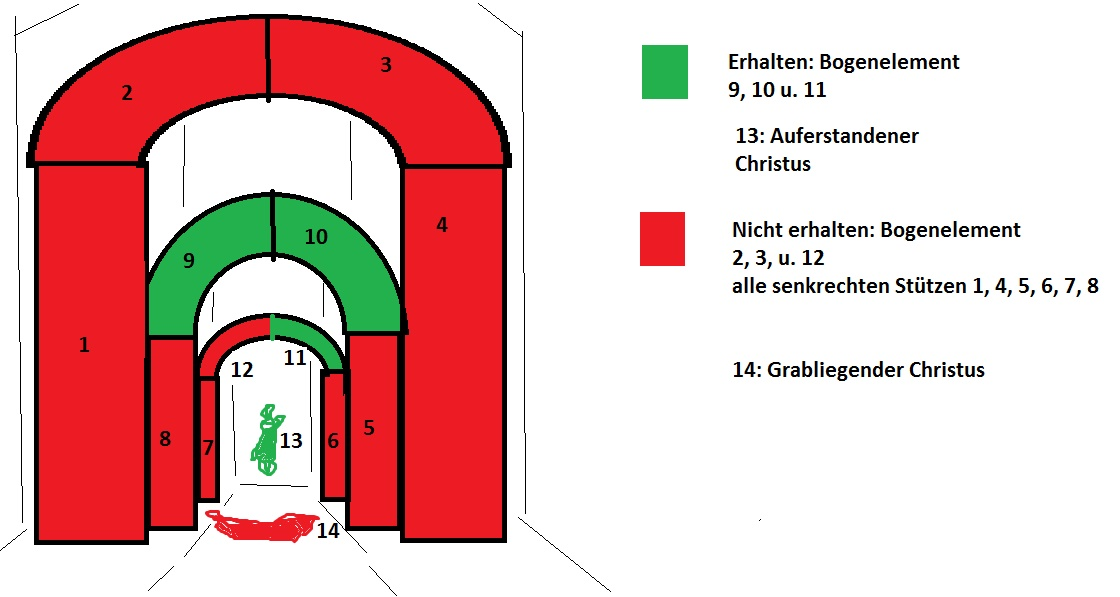
Grobes Schema über fehlende und erhaltene Kulissenteile.

Das Heilige Grab wurde 2016 anlässlich des Denkmaltages ausgestellt. Dazu gab die politische Gemeinde Metelen ein farbig bebildertes Informationsfaltblatt heraus. Im Jahr 2018 wurden die Kulissen vom Museum Religio in Telgte übernommen und eingelagert.

### Stiftskammer
In der sogenannten Stiftskammer werden folgende Ausstattungsstücke aufbewahrt
- Eine Pietà aus Sandstein ist eine Arbeit aus der Zeit um 1480.
- Der hl. Sebastian aus Eiche wurde um 1500 geschnitzt. Die Originalfassung wurde 1982 freigelegt, gleichzeitig wurde die linke Hand ergänzt.
- Bei der Anna selbdritt aus Eiche aus der Zeit um 1520 fehlen das Jesuskind und die linke Hand von Anna.
- Bei dem hl. Cornelius aus Eiche aus dem 16. Jahrhundert wurde 1982 die Originalfassung freigelegt und die Ferula und die linke Hand ergänzt.
- Die Passionssäule vom Anfang des 16. Jahrhunderts ist stark verwittert, sie wurde 1960 restauriert. Der Hahn wurde 1973 ergänzt.
- Die Heiligen Joseph aus Eiche und Dorothea und Agatha aus Sandstein wurden im 18. Jahrhundert geschaffen.
- Der Holzkern eines Reliquiars in Bursenform vom 10. Jahrhundert ist mit vergoldetem Kupferblech überzogen und in Kreuzform mit Edelsteinen und Bergkristallen besetzt. Die Steine sind zum Teil verloren. Der Mittelstein wurde durch einen barocken Kupferstich unter Glas, mit der Darstellung der Madonna, ersetzt.

### Orgel
Die Orgel, ein Schleifladen Instrument mit 36 Registern und drei Manualen und Pedal wurde 1992 von dem Orgelbauer Siegfried Sauer (Höxter-Ottbergen) gebaut. Sie ist mit zwei Effektregistern, Zimbelstern und Glockenspiel, ausgestattet. Mit Ausnahme des Solowerkes arbeiten die Trakturen und Koppeln mechanisch.
| I Hauptwerk C– |                |        |
| 01.            | Bordun         | 16′    |
| 02.            | Prinzipal      | 08′    |
| 03.            | Spillpfeife    | 08′    |
| 04.            | Viola da Gamba | 08′    |
| 05.            | Oktave         | 04′    |
| 06.            | Rohrflöte      | 04′    |
| 07.            | Quinte         | 02 ⁄3′ |
| 08.            | Oktave         | 02′    |
| 09.            | Mixtur V       | 02′    |
| 10.            | Zimbel III     | 01⁄2′  |
| 11.            | Trompete       | 08′    |
|                | Tremulant      |        |

| II Schwellwerk C– |               |         |
| 12.               | Holzflöte     | 08′     |
| 13.               | Bleigedackt   | 08′     |
| 14.               | Salicional    | 08′     |
| 15.               | Vox coelestis | 08′     |
| 16.               | Prinzipal     | 04′     |
| 17.               | Traversflöte  | 04′     |
| 18.               | Nasard        | 02 ⁄3′  |
| 19.               | Flöte         | 02′     |
| 20.               | Terz          | 01 3⁄5′ |
| 21.               | Sifflöte      | 01 ⁄3′  |
| 22.               | Scharff IV    | 01′     |
| 23.               | Basson        | 16′     |
| 24.               | Hautbois      | 08′     |
|                   | Tremulant     |         |

| III Solowerk C– |                      |       |
| 25.             | Doppelflöte          | 8′    |
| 26.             | Flötenprinzipal      | 4′    |
| 27.             | Cornett III          | 2 ⁄3′ |
| 28.             | Trompette harmonique | 8′    |
|                 | Tremulant            |       |
|                 | Glockenspiel         |       |
|                 | Zimbelstern          |       |

| Pedal C– |                 |     |
| 29.      | Holzprinzipal 0 | 16′ |
| 30.      | Subbaß          | 16′ |
| 31.      | Prinzipal       | 08′ |
| 32.      | Koppelflöte     | 08′ |
| 33.      | Choralbaß       | 04′ |
| 34.      | Hintersatz IV   |     |
| 35.      | Posaune         | 16′ |
| 36.      | Schalmey        | 04′ |

- Koppeln: II/I, III/I, III/II, I/P, II/P, III/P

### Glocken
Ein vollständiges Stifts- und Pfarrgeläut ist erhalten.
| Nr. | Patron/Name             | Nominal | Gussjahr | Gießer                    |
| --- | ----------------------- | ------- | -------- | ------------------------- |
| 1   | Cornelius und Cyprianus | d'      | 1659     | Johann Fremy              |
| 2   | Maria                   | es'     | 1741     | Johann Schweys            |
| 3   | Johannes der Täufer     | ges'    | 1629     | Blaise Hemony             |
| 4   | Joseph                  | b'      | 1991     | Petit & Edelbrock Gescher |
| 5   | Fabian und Sebastian    | des''   | 1991     | Petit & Edelbrock Gescher |
| 6   | Messglocke              | es''    | ~1400    | unbekannt                 |
| 7   | Maria                   | f''     | 1629     | Blaise Hemony             |
| 8   | Anna                    | ges''   | 1629     | Blaise Hemony             |